# Dassault Rafale
Dassault Rafale ((fransk): 'kastevind, skudsalve') er et fransk multirolle-kampfly konstrueret af Avions Marcel Dassault-Bréguet Aviation og produceret af Dassault Aviation. Flyet blev skabt som en del af en ambitiøs plan om at standardisere det franske forsvars flykapacitet frem mod 2025-2030. Flyet skulle afløse fem forskellige fly i Armée de l'air og to i Marine nationale. Dassault Rafale er endvidere i stand til at aflevere kernevåben.

## Historie
Det franske luftvåben, og til en vis grad den franske flåde, har altid drømt om et 2-motoret tungt kampfly. I årene 1963-1979 præsenterede Dassault-Bréguet (i dag Dassault Aviation) som er den eneste franske militærflyproducent flere prototyper for den franske regering. Imidlertid afviste regeringen dem alle af økonomiske årsager.
I midten af 1970'erne begyndte såvel luftvåbnet som flåden at presse på for at finde en afløser for henholdsvis SEPECAT Jaguar og F-8 Crusader. Da deres krav til deres nye fly var næsten ens, gav det mening at konstruere en fælles løsning. I 1983 fik Dassault kontrakt på at levere 2 Avion de Combat eXpérimental (ACX) demonstrationsfly. I begyndelsen 1980'erne var Tyskland, Frankrig, Italien, Spanien og Storbritannien blevet enige om at gå sammen om at skabe et nyt fælles kampfly. Samarbejdet ophørte imidlertid i 1985 på grund af uenighed om størrelsen af det nye fly. Frankrig udviklede herefter Rafale, mens de andre lande fortsatte udviklingen på det, der senere blev Eurofighter Typhoon.
Det første demonstrationsfly Rafale A fløj sin jomfruflyvning d. 4. juli 1986.
Herefter kom de endelige typer:
- Rafale C (Chasseur) Enkeltsædet kampfly til Armée de l'air
- Rafale B (Biplace) Tosædet kampfly til Armée de l'air
- Rafale M (Marine) Enkeltsædet hangarskibsbaseret kampfly til Marine nationale

Prototypen for Rafale C fløj første gang i 1991, de 2 første prototyper af Rafale M fløj første gang ligeledes i 1991, mens prototypen af Rafale B fløj i 1993.
Oprindeligt var det kun meningen, at Rafale B skulle have været et skolefly, men erfaringer fra Golfkrigen og Kosovokrigen viste, at det andet besætningsmedlem var af uvurderlig nytte under rekognoscerings- og bombemissioner. Derfor blev der bestilt flere Rafale B, i stedet for Rafale C. 60% af flyene vil herefter være tosædet.
Flåden undersøgte også muligheden for en tosædet version (Rafale N), men denne blev aldrig realiseret.
Politiske og økonomiske usikkerheder gjorde, at det først var 1999, at en produktionsudgave af Rafale M kom i luften.
Oprindeligt var det meningen, at det franske forsvar skulle have 294 enheder, 234 til luftvåbnet og 60 til flåden,

## Bevæbning
- Automatkanon: 1× 30 mm Nexter DEFA 30 M791
- Våbenstationer: 14 for Armée de l'air-versionerne (Rafale B og C), 13 for flådeversionen (Rafale M) med en kapacitet på 9.500 kg ekstern droptank og ammunition
- Missiler:
  - Luft til luft:
    - MICA IR/EM
    - Magic II
    - MBDA Meteor (fremtidig)

  - Luft til jord:
    - MBDA Apache
    - SCALP EG
    - AM 39 Exocet
    - ASMP-A atommissil
- Præcisionsstyrede bomber:
  - AASM
  - GBU-12 Paveway II
- Andet:
  - Thales Damocles måludpegningspod
  - RECO NG rekognosceringspod
  - op til 5 droptanke
  - Rafale kan medtage en buddy-lufttankningspod[5]

## Elektronik
- Thales RBE2 radar
- Thales SPECTRA elektronisk krigsførelsessystem
- Thales/SAGEM OSF (Optronique Secteur Frontal) infrarødt søge- og sporingssystem